# Gegants de Ripoll
Els gegants de Ripoll són en Guifré, en homenatge a Guifré el Pilós, i la seva muller, Guinedell (Guinidilda d'Empúries). Van ser construïts l'any 1945 a la Casa Paquita de Barcelona. Pesen uns 70 quilos i fan 3,5 metres d'alçada. Aquests gegants són padrins de la geganta Bàrbara d'Ogassa i dels gegants de Sant Joan de les Abadesses, entre d'altres.

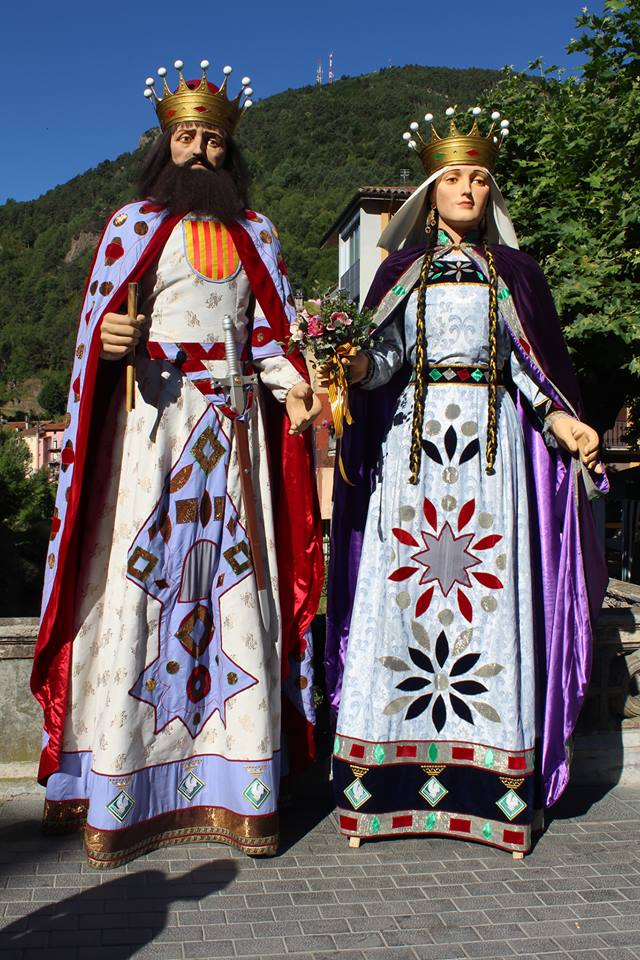
Gegants Nous de Ripoll a Ribes de Freser 2017

## Història
La idea que Ripoll tingués gegants va ser de Marià Font, una persona clau en el teatre i la cultura popular de Ripoll. Va fer arribar la proposta a Eusebi Pujol, aleshores alcalde de la vila de Ripoll, que va assumir la idea i la presentà al consistori en sessió plenària. La proposta s'aprovà el 4 d'abril de 1945.
Els gegants es van fer en quatre mesos a Barcelona, i es van presentar en societat el 5 d'agost del 1945, durant les festes d'estiu de Santa Maria. Aquell dia es van estrenar també unes peces musicals, una marxa i un ballet, obra de Pere Puig i Parés, composta per a flabiol i tamborí.
Al llarg dels anys han sortit durant les Festes de Sant Eudald, al maig, i de Santa Maria, a l'agost, per acompanyar les autoritats a l'ofici solemne, des de l'ajuntament fins al monestir. També han sortit per la processó del Corpus Christi, la festa d'Homenatge a la Vellesa, la Festa Nacional de la Llana i Casament a Pagès, entre altres celebracions. Cal destacar també les sortides realitzades a Calella de Palafrugell, Campdevànol, Camprodon, Puigcerdà, Vidrà... i també als Jocs Paralímpics de Barcelona 1992.
L'any 2025 es va celebrar els seus 80 anys i el 24 i 25 de maig del 2025 es va fer una festa amb una trobada important van vindre gegants com els de Plaça Nova de Barcelona, els gegants vells de Martorell els gegants centenaris de Torroella de Montgrí entre altres gegants.

## Rèpliques i restauracions
Els actuals vestits són de l'any 2007. El 9 de maig de 2015 els gegants Guifré i Guinedell van celebrar els seus 70 anys de vida i van ser restaurats; presentaren el seu nou rostre als ripollesos i ripolleses acompanyats de colles geganteres d'arreu del territori català, i també amb els bastoners i els Diables i Grallers de Ripoll.
El 13 de maig de 2017 es van presentar unes rèpliques dels gegants, construïdes al Taller Ventura & Hosta. Aquests gegants nous van ser apadrinats pels gegants de La Garriga i Sant Joan de les Abadesses. A l'acte també hi van assistir els gegants de Ribes de Freser, Parets del Vallès, Taradell, Pineda de Mar i Martorell, a part dels Diables i dels Trabucaires de Ripoll.
Durant l'any 2023, els gegants nous es van sotmetre a una restauració al Taller Aglà de Cassà de la Selva, a mans de la Clara Anglada. Dos anys després pel 80è aniversari dels gegants originals entren  el mateix taller per fer una restauració i així es van trobar la primera capa de quant es van comprar el 1945 i la Guinadell ha passat dels ulls marrons als ulls verds que tenia originals, i el Guifre es van pintar de costat com eren originalment.

## La colla gegantera
La Colla Gegantera de Ripoll es fundà l'any 2017, amb la intenció de tornar a fer lluir els gegants de la vila. Porten els gegants a Ripoll en les dates de les festes tradicionals i arreu de Catalunya. El juny de 2018 va participar en la trobada Fal·lera gegantera, en què es reuniren a Campelles tots els gegants de la comarca, amb les seves colles.